# Claus Malmqvist
Claus Malmqvist (født 30. august 1967 i Valby) er en dansk mand, som den 19. november 2007 i Københavns Byret blev idømt 16 års fængsel for at stå bag indsmuglingen af 13 ton hash og forsøg på at indsmugle et halvt ton kokain. Det var på daværende tidspunkt, Danmarkshistoriens største narkosag. Han blev arresteret i januar 2005 i byen Belém i det nordøstlige Brasilien og udleveret til Danmark den 12. september 2006. I 2009 stadfæstede Østre Landsret dommen på 16 års fængsel. Malmqvist afsonede sin fængselsdom i Vridsløselille Statsfængsel, og han blev løsladt i 2015.
Sagen har været omtalt i adskillige medier, og der er skrevet to bøger om sagen; i 2010 udgav Willy Bangsholt bogen "Narko: opklaringen af Danmarkshistoriens største smuglersag" på forlaget Lindhardt og Ringhof mens Jeppe Facius og Anders-Peter Mathiasen i 2011 udgav bogen "Fra Edderkoppen til Makrellen" på Politikens Forlag. I 2014 viste TV 2 dokumentarserien "Gerningsstedet - 13 tons hash i lasten", som omhandlede hele sagen. I 2022 spillede Alex Høgh Andersen rollen som Malmqvist i Viaplay serien The Viking - Narkokongens Fald.

## Baggrund
Malmqvist blev født i 1967 og voksede op i Valby i en klassisk kernefamilie. Hans far var kontorchef på Frederiksberg Rådhus og moren var hjemmegående. Efter skolen kom han i lære som automekaniker. I starten af 1990'erne boede han i Sydspanien. Han arbejdede for en af de marokkanske klaner, der smuglede hash til Europa. Malmqvist var kendt som The Viking og opnåede i 1990'erne stor magt i Europas narkoverden med forbindelser til både marokkanske klaner, de kinesiske triader og den amerikanske mafia.

### 13 ton hash
Den tidligere Whitbread Round The World-kapsejladsbåd "Atlantic Privateer" blev købt af to polske mænd, og den stævnede den 25. maj 2003 ud fra Saint-Nazaire på den franske Atlanterhavskyst og satte kursen mod Marokko. Her blev båden lastet med 13 ton hash, der blev sejlet hjem til Danmark - og efterfølgende distribueret med succes til det, der senere er blevet anslået til en værdi af 650 millioner kroner på gadeplan. Når diverse led var betalt, var fortjenesten formentlig i nærheden af 150 mio. kr. Den 20. juni 2003 ankom båden til Hundested med hashen. Den blev hentet i Marokko af bl.a. Lars Petersen, og i Danmark stod Kim Simonsen klar til at tage imod. Atlantic Privateers besøg i den nordsjællandske havn i sommeren 2003 vakte ikke synderlig opsigt, da der var Sjælland Rundt-kapsejlads i netop de dage, så man antog, at hun var en af deltagerne, og at hun blot havde søgt havn på grund af tekniske problemer. Hun var dog af en sådan størrelse, at to bådinteresserede uafhængigt af hinanden og med fem dages mellemrum tog billeder af den store lystsejler. På det ene lå hun dybt i vandet. På det andet var hun tydeligvis lettet for en tung last.
Under opholdet i Danmark sejlede hun flere gange ud fra havnen. Efter alt at dømme sejlede hun ned til området omkring Orø, hvor hashen blev losset over i mindre både - formentlig gummibåde - og bragt i skjul i et sommerhus et sted. Derfra blev hashen flyttet til en nedlagt ålefarm ved Lynge, som en af polakkerne havde lejet og indrettet til autoværksted. Den 5. august blev det meste af hashen transporteret til et lagerhotel, Shurgard, i Ishøj, hvorfra det blev solgt i velvoksne partier på ikke under 500 kilo. Tre ton endte hos en smugler, der forsøgte at smugle det til Norge. Den 9. december 2004 bliver Lars Petersen fængslet. Han sigtes for bl.a. indsmugling af 13 ton hash. Den 27. januar 2005 bliver Malmqvist og hans hollandske hvidvasker anholdt og fængslet i Belém i det nordlige Brasilien da det brasilianske politi gennemfører Operation Catarina.

### Drabet på Kim Simonsen
Drabet på den 43-årige hashbagmand Kim Simonsen skete i dagene fra den 9. til den 11. juli 2003. Simonsen blev dræbt med stump vold mod hovedet og han blev gravet ned mellem en klynge træer på Bønnevadgård i Lynge i Nordsjælland. Gårdens tidligere ålefarm, der var lejet ud til et par polakker, var et af hashbandens tilholdssteder. Den 1. august 2005 finder politiet liget af Kim Simonsen. Uenighed om udbyttet var formentlig årsagen til drabet, der blev udført af Lars Petersen. Simonsen blev aldrig meldt savnet af sin familie. Han var gift med en thailandsk kvinde og boede i Valby. Han har en søn fra et tidligere forhold, men havde ingen tæt kontakt med familien. Kim Simonsen var bortrejst i lange perioder, hvor han bl.a. opholdt sig i Thailand.
Den dræbte hashsmugler Kim Simonsen havde erfaring med at smugle hash i lystbåde. Den 21. oktober 1994 måtte han og to andre danskere søge ly for en storm ved Plymouth i England, med lystbåden "Tinker Di". Om bord var tre ton hash, som engelske toldere fik fat i, inden båden blev smadret mod klippekysten. Det kostede de tre danskere hver fire et halvt år bag tremmer.

### Retssager
Omkring 25 personer er dømt i sagen for drab, indsmugling af hash, ulovlig pengetransport og hvidvask. Der er blev foretaget anholdelser i både Danmark, Spanien, Holland, Brasilien og Luxembourg. Den 6. marts 2006 bliver Sylwester Zenon Slomczewski, der var med på "Atlantic Privateer", idømt fire og et halvt års fængsel i tilståelsessag. 
Den 19. november 2007 bliver Malmqvist idømt 16 års fængsel i Københavns Byret for at stå bag indsmuglingen af 13 ton hash og forsøg på at indsmugle et halvt ton kokain. Malmqvist fik ved dommen i Københavns Byret i 2007, der blev stadfæstet i Østre Landsret i 2009, konfiskeret godt 10 millioner kr. i ulovligt udbytte, og han blev dømt til at betale sagens omkostninger på 1,1 mio. kr. plus moms.
Den 15. maj 2007 bliver Lars Irgens Petersen idømt fængsel på livstid for drabet på Kim Simonsen, usømmelig omgang med lig og indsmugling af 13 tons hash. Micahel Leopold Izbicki idømmes seks års fængsel for medvirken til indsmugling af 13 ton hash. Kazimierz Matuszak, der var med om bord på "Atlantic Privateer", idømmes seks års fængsel og udvises for medvirken til indsmuglingen af 13 ton hash. Den 19. november 2010 blev den 34-årige Birger de Wett Olsen idømt 10 års fængsel for håndtering af 3,7 ton hash.

## The Viking - Narkokongens fald
| Anmeldernes vurdering | Anmeldernes vurdering |
| Kilde                 | Vurdering             |
| --------------------- | --------------------- |
| Jyllands-Posten       | 1/5 stjerner          |
| Soundvenue            | 2/6 stjerner          |
| Ekko                  | 2/6 stjerner          |

Den 28. april 2022 havde den dramatiserede dokumentarserie The Viking - Narkokongens fald premiere på streamingtjenesten Viaplay.  Serien er instrueret af Peter Anthony og består af 4 afsnit a ca. 40 minutters varighed. I serien følger man journalisten Jeppe Facius' interviews med Claus Malmqvist. I mere end femten år har Jeppe Facius dykket ned i hans historie og forsøgt at få ham i tale. Serien følger Facius' arbejde for at komme til bunds i Malmqvists lange liv som narkosmugler, og hvordan det har påvirket forholdet til hans søn.
Serien befinder sig mellem dokumentar og drama, hvor dele af historien er genskabt og dramatiseret med brug af skuespillere baseret på vidneudsagn, bevismateriale, retsudskrifter og centrale kilder. Rollen som den unge Malmqvist bliver spillet af Alex Høgh Andersen.